# Małgorzata Handzlik
Małgorzata Maria Handzlik (Bielsko-Biała, 1 de janeiro de 1965) é uma jornalista e política polaca e ex-membro do Parlamento Europeu (2009–2014). Foi eleita em 2004 e 2009 pelo Plataforma Cívica (Platforma Obywatelska, PO), e optou por não concorrer à reeleição em 2014.

## Biografia
Graduou-se pela Universidade da Silésia, em 1990. Estudou no "Colégio Internacional de Jornalismo" em Katowice, em 2002. Estudou Economia e Gestão de empresas na "Academia de Economia de Cracóvia", em 2003. Estudou Direito comercial na Academia de Economia, em 2004.
Em 1994, fundou e era vice-presidente do Conselho da Rádio Bielsko, estação de rádio local e independente. Em 2002, era proprietária do "Journalist Editorial College" afiliada à Radio Bielsko. Em 2004, era proprietária da Radio Mega. Foi membro da Câmara Regional de Comércio e Indústria. Participa da "Associação para o Desenvolvimento da Universidade de Bielsko-Biala", da "Associação Frei Albert" e da caritas da diocese de Bielsko–Żywiec.
Poliglota, fala esperanto, inglês, eslovaco (sua língua natal) e russo.
Aprendeu esperanto, na década de 1980, durante viagens com seu marido Jerzy Handzlik, um cantor, escritor, editor e professor de esperanto. Além de promover os objetivos de seu partido, Handzlik declarou defender o multilinguismo e direitos linguísticos iguais para todos os cidadãos. É fluente em esperanto e se propôs a investigar o possível papel desta língua como segunda língua para todos os europeus.
Em 26 de novembro de 2014, foi acusada de falsificação e fraude pela Procuradoria Distrital de Varsóvia (Prokuratura Okręgowa w Warszawie).